# Коста Ранков
Коста Ранков е български политик и общественик.

## Биография
Роден е през 1865 година в град Провадия. През 1882 година се установява във Варна. Жени се за гъркиня от местната фамилия Чалики.
Ранков е сред основателите на акционерните дружества „Сила“ и „Галата“. От 18 септември 1896 год. е редактор на Свободен гражданин - седмичен вестник, орган на Варненското либерално бюро.    
Народен представител в X обикновено народно събрание (1899-1900) от Либералната партия (радослависти). Два пъти е кмет на Варна – юни 1894 – 28 април 1895 и 13 април 1899 – 15 януари 1901. По време на неговото управление избухват Селските бунтове от 1900 година. През 1911 г. във Варна Коста Ранков построява салон Ранков за театрални представления. По време на двата му мандата са построени множество обществени сгради, разширени са водопроводната мрежа и електрификацията в града. Открити са неделни и вечерни училища и финансира ученически трапезарии и сиропиталища.
През 1942 г. е удостоен с „Почетен гражданин на Варна“. След 1944 г. е обявен за „враг на народа“, изселен е в село Соколово, Балчишко. Умира през 1953 г. в Толбухин.